# Actiosaurus
Actiosaurus (nghĩa là "thằn lằn bãi biển") là một chi bò sát tuyệt chủng được mô tả lần đầu bởi Henri Sauvage năm 1883. Loài điển hình là A. gaudryi (thường viết sai là A. gaudrii theo Boulenger). Rất ít điều được biết đến về chi này, và nó được xem là nomen dubium. Actiosaurus ban đầu được mô tả như một khủng long năm 1883 và một ichthyosauria năm 1908. Actiosaurus có lẽ thực ra là một Choristodera.